# For Ya
For Ya è un singolo della cantante cileno-statunitense Paloma Mami, pubblicato il 2 novembre 2020 su etichetta Sony Music come terzo estratto dall'album di debutto Sueños de Dalí.

## Video musicale
Il video è stato pubblicato lo stesso giorno sull'account YouTube-Vevo dell'artista ed è stato prodotto e diretto da The Movement & Nico Alarcos.

## Tracce
Testi e musiche di Edgar Barrera, Jon Leone, Tayla Parx, Blom, Roa, Daleplay, Maye Osorio, Pink Temprano e Paloma Rocio Castillo.
1. For Ya – 2:27